# 대화동맹
대화동맹(大和同盟)은 일제강점기 말기인 1945년에 경성부에서 결성된 단체이다. 태평양 전쟁 막바지에 '미영격멸', '내선단결', '성전필승'을 내걸고 출범하여 강한 친일색을 보였다.

## 목표와 성격
조선총독부 학무국장 엄창섭과 전직 도지사인 손영목이 중심이 되어, 폭력배 출신인 박춘금을 내세워 결성하였다. 1945년 2월 11일에 발회식을 갖고 출범하였다.
후에 손영목이 반민족행위처벌법에 의해 체포되었을 때 진술한 바에 따르면, "참정권 문제가 일본 각의에서 통과되어 조선에서 처우감사 궐기 운동을 전개하게 되었는데, 국민운동으로서 황풍의 철저적 침투와 신도(臣道) 실천을 촉진시키기 위하여 유지 등이 모여 조직한 단체"였다.
이 단체의 목표는 다음과 같다.
1. 황국공민 자질의 연성과 향상
2. 결전태세의 강화
3. 내선동포의 정신적 단결 촉진
4. 증산자의 공출 책임 완수

## 조직
대화동맹의 운영비는 각각 조선은행 총재와 남선전기 사장인 일본인과, 화신백화점 사장 박흥식 세 사람이 자진하여 부담하였다.
윤치호가 위원장을 맡고 이사진에는 일본인과 함께 강병순, 박춘금, 이광수, 이성근, 조병상, 진학문 등이 포함되었다. 조선총독부 중추원 참의와 조선총독부 관리, 변호사, 문인 등 사회지도층 인사들이 심의원으로 포함되었다.

## 활동
발회식에서는 손영목이 다음과 같은 맹세를 했다.
우리 동맹은 반도 2천만의 총력을 집중시켜 성전완수에 돌입하는데 추진력이 되겠다.

학병과 징병, 징용에 참여할 것을 권유하고, 유휴지를 경작하거나 학교의 운동장을 활용해 식량을 증산하고 공출에 참가할 것을 주장하며 강연회를 여는 등 활동하였다. 히로히토 천황의 항복 선언이 나온 8월 15일까지 존속하였다.

## 참고자료
- 친일인명사전편찬위원회 (2004년 12월 27일). 《일제협력단체사전 - 국내 중앙편》. 서울: 민족문제연구소. 409~410쪽쪽. ISBN 8995330724.